# NGC 3116
NGC 3116 is een elliptisch sterrenstelsel in het sterrenbeeld Kleine Leeuw. Het hemelobject werd op 10 maart 1886 ontdekt door de Oostenrijkse astronoom Johann Palisa.

## Synoniemen
- MCG 5-24-12
- ZWG 153.17
- ARAK 230
- NPM1G +31.0178
- PGC 29383